# Okileucauge nigricauda
Okileucauge nigricauda är en spindelart som beskrevs av Zhu, Song och Zhang 2003. Okileucauge nigricauda ingår i släktet Okileucauge och familjen käkspindlar. Inga underarter finns listade i Catalogue of Life.